# Colpo di fulmine (film 2010)
Colpo di fulmine è un film per la televisione del 2010, scritto e diretto da Roberto Malenotti, prodotto da RTI e DAP Italy.

## Descrizione
Il titolo di lavorazione era Cenerentola 2000. Il film TV è stato trasmesso in prima visione assoluta martedì 13 aprile 2010 in prima serata su Canale 5, ottenendo una audience di 5.024.000 telespettatori e uno share del 19,90%.